# Sazos
Sazos település Franciaországban, Hautes-Pyrénées megyében. Lakosainak száma 152 fő (2022. január 1.). Sazos Saligos, Cauterets, Grust, Luz-Saint-Sauveur, Sassis, Viscos és Saligos községekkel határos.

## Népesség
A település népessége az elmúlt években az alábbi módon változott:
| Lakosok száma | 118  | 117  | 127  | 129  | 135  | 139  | 142  | 144  | 152  |
|               | 2013 | 2015 | 2016 | 2017 | 2018 | 2019 | 2020 | 2021 | 2022 |